# Centrum Rysunku i Grafiki im. Tadeusza Kulisiewicza
Centrum Rysunku i Grafiki im. Tadeusza Kulisiewicza – działające w latach 1994– 2023 muzeum biograficzne i galeria sztuki współczesnej w Kaliszu jako oddział Muzeum Okręgowego Ziemi Kaliskiej w Kaliszu; dokumentujące życie i twórczość Tadeusza Kulisiewicza.

## Historia
W 1982 roku w Muzeum Okręgowym Ziemi Kaliskiej narodził się pomysł utworzenia stałej wystawy poświęconej Tadeuszowi Kulisiewiczowi. Dwa lata później, z okazji 85. rocznicy jego urodzin, pomysł ten zrealizowano. W 1986 roku pod patronatem artysty odbyło się I Międzynarodowe Triennale Rysunku, na którym zgromadzono kolejne prace do kolekcji. W 1988 roku, po śmierci artysty i na mocy jego testamentu, muzeum pozyskało wyposażenie warszawskiej pracowni Kulisiewicza. Ostatecznie 26 września 1994 roku, w 95. rocznicę jego urodzin, w zabytkowych zabudowaniach Kolegium Jezuickiego otwarto muzeum pod nazwą Centrum Rysunku i Grafiki im. Tadeusza Kulisiewicza.
Z końcem grudnia 2022 roku Centrum zostało zamknięte i przeniesione ze wszystkimi swoimi zbiorami do budynku Muzeum Okręgowego Ziemi Kaliskiej, w którym to powstała specjalna stała wystawa poświęcona Tadeuszowi Kulisiewiczowi.
Lokal w którym mieściło się Centrum został przez Urząd Marszałkowski przekazany w formie darowizny miastu Kalisz.

## Zbiory
Zbiory muzeum to około 1400 prac (rysunków, szkiców, grafik) zarówno z wczesnego okresu twórczości, fragmenty powojennych cykli, archiwalia zebrane przez profesora Kulisiewicza i jemu poświęcone. Osobną część stanowiła rekonstrukcja jego warszawskiej pracowni. W muzeum znajdowały się również rysunki i grafiki innych artystów.